# Crayon Shinchan: Ankoku Tamatama Daitsuiseki
Shin - Cậu bé bút chì: Cuộc truy đuổi viên đá của quỷ (クレヨンしんちゃん 暗黒タマタマ大追跡 Kureyon Shinchan: Ankoku Tamatama Daitsuiseki), còn được gọi trong tiếng Anh là Dark Tamatam Thrilling Chase!, là bộ phim anime năm 1997 và là bộ phim thứ năm của series Shin - Cậu bé bút chì. Nó được ra mắt trên Hungama TV ở Ấn Độ vào 17 tháng 6 năm 2012 với tựa đề là Shin Chan in Dark Tama Tama Thrilling Chase. Bộ phim được ra mắt với tựa đề là Crayon Shinchan The Movie: The Dark Ball Chase với lời thuyết minh bằng tiếng Anh trên VCD bởi PMP Entertainment.